# رودیم کربونیل کلرید
رودیم کربونیل کلرید (انگلیسی: Rhodium carbonyl chloride) یک ترکیب آلی فلزی حاوی رودیم با فرمول شیمیایی Rh2Cl2(CO)4 است. این ماده به صورت جامد قرمز-قهوه ای رنگ و قابل تصعید می باشد. 